# Saison 2005 de l'équipe cycliste Rabobank
L'équipe cycliste Rabobank participait en 2005 au ProTour nouvellement créé.

## Effectif
| Cycliste           | Date de naissance | Nationalité | Équipe 2004           |
| ------------------ | ----------------- | ----------- | --------------------- |
| Michael Boogerd    | 28.05.1972        | Pays-Bas    |                       |
| Jan Boven          | 28.02.1972        | Pays-Bas    |                       |
| Bram de Groot      | 18.12.1974        | Pays-Bas    |                       |
| Steven de Jongh    | 25.11.1973        | Pays-Bas    |                       |
| Erik Dekker        | 21.08.1970        | Pays-Bas    |                       |
| Thomas Dekker      | 06.09.1984        | Pays-Bas    | Rabobank Espoir       |
| Maarten den Bakker | 26.01.1969        | Pays-Bas    |                       |
| Theo Eltink        | 27.11.1981        | Pays-Bas    | Rabobank Espoir       |
| Óscar Freire       | 15.02.1976        | Espagne     |                       |
| Mathew Hayman      | 20.04.1978        | Australie   |                       |
| Pedro Horrillo     | 27.09.1974        | Espagne     | Quick Step-Davitamon  |
| Alexandr Kolobnev  | 04.05.1981        | Russie      | Domina Vacanze        |
| Karsten Kroon      | 29.01.1976        | Pays-Bas    |                       |
| Gerben Löwik       | 29.06.1977        | Pays-Bas    | Chocolade Jacques     |
| Denis Menchov      | 25.01.1978        | Russie      | Illes Balears-Banesto |
| Ronald Mutsaars    | 19.04.1979        | Pays-Bas    |                       |
| Grischa Niermann   | 03.11.1975        | Allemagne   |                       |
| Joost Posthuma     | 08.03.1981        | Pays-Bas    |                       |
| Michael Rasmussen  | 01.06.1974        | Danemark    |                       |
| Niels Scheuneman   | 21.12.1983        | Pays-Bas    | Relax-Bodysol         |
| Roy Sentjens       | 15.12.1980        | Pays-Bas    |                       |
| Rory Sutherland    | 08.02.1982        | Australie   | Rabobank Espoir       |
| Jukka Vastaranta   | 29.03.1984        | Finlande    | Rabobank Espoir       |
| Thorwald Veneberg  | 16.10.1977        | Pays-Bas    |                       |
| Marc Wauters       | 23.02.1969        | Belgique    |                       |
| Pieter Weening     | 05.04.1981        | Pays-Bas    |                       |
| Remmert Wielinga   | 27.04.1978        | Pays-Bas    |                       |

## Victoires
Victoires sur le ProTour
| Date       | Course                                  | Pays    | Classe | Vainqueur         |
| ---------- | --------------------------------------- | ------- | ------ | ----------------- |
| 10/03/2005 | 2e étape de Tirreno-Adriatico           | Italie  | PT     | Óscar Freire      |
| 11/03/2005 | 3e étape de Tirreno-Adriatico           | Italie  | PT     | Óscar Freire      |
| 12/03/2005 | 6e étape de Paris-Nice                  | France  | PT     | Joost Posthuma    |
| 12/03/2005 | 4e étape de Tirreno-Adriatico           | Italie  | PT     | Óscar Freire      |
| 15/03/2005 | Classement général de Tirreno-Adriatico | Italie  | PT     | Óscar Freire      |
| 18/05/2005 | 3e étape du Tour de Catalogne           | Espagne | PT     | Pedro Horrillo    |
| 09/07/2005 | 8e étape du Tour de France              | France  | PT     | Pieter Weening    |
| 10/07/2005 | 9e étape du Tour de France              | France  | PT     | Michael Rasmussen |
| 27/08/2005 | 1e étape du Tour d'Espagne              | Espagne | PT     | Denis Menchov     |
| 04/09/2005 | 9e étape du Tour d'Espagne              | Espagne | PT     | Denis Menchov     |
| 17/09/2005 | 6e étape du Tour de Pologne             | Pologne | PT     | Pieter Weening    |
| 18/09/2005 | 8e étape du Tour de Pologne             | Pologne | PT     | Thomas Dekker     |
| 18/09/2005 | Classement général du Tour d'Espagne    | Espagne | PT     | Denis Menchov     |

1. ↑  À la suite du déclassement de Roberto Heras

Victoires sur le Circuit continental
| Date       | Course                                | Pays      | Classe             | Vainqueur |
| ---------- | ------------------------------------- | --------- | ------------------ | --------- |
| 06/02/2005 | Trofeo Mallorca                       | Espagne   | Óscar Freire       |           |
| 07/02/2005 | Trofeo Alcudia                        | Espagne   | Óscar Freire       |           |
| 16/03/2005 | Nokere Koerse                         | Belgique  | Steven de Jongh    |           |
| 27/03/2005 | Flèche brabançonne                    | Belgique  | Óscar Freire       |           |
| 27/03/2005 | 2e étape du Critérium international   | France    | Thomas Dekker      |           |
| 13/04/2005 | Grand Prix de l'Escaut                | Belgique  | Thorwald Veneberg  |           |
| 05/05/2005 | Classement général de l'Uniqa Classic | Autriche  | Bram de Groot      |           |
| 17/06/2005 | 3e étape du Ster Elektrotoer          | Pays-Bas  | Jukka Vastaranta   |           |
| 06/07/2005 | 3e étape du Tour d'Autriche           | Autriche  | Maarten den Bakker |           |
| 24/07/2005 | Classement général du Tour de Saxe    | Allemagne | Mathew Hayman      |           |
| 23/08/2005 | Grand Prix de la ville de Zottegem    | Belgique  | Thomas Dekker      |           |
| 04/09/2005 | Grand Prix Jef Scherens               | Belgique  | Joost Posthuma     |           |
| 24/09/2005 | Delta Profronde                       | Pays-Bas  | Bram de Groot      |           |

Championnats nationaux
| Date       | Course                                       | Pays     | Classe | Vainqueur     |
| ---------- | -------------------------------------------- | -------- | ------ | ------------- |
| 23/06/2005 | Championnat des Pays-Bas du contre-la-montre | Pays-Bas | CN     | Thomas Dekker |
| 23/06/2005 | Championnat de Belgique du contre-la-montre  | Belgique | CN     | Marc Wauters  |

## Classements UCI ProTour

### Individuel
| Rang | Coureur           | Points |
| ---- | ----------------- | ------ |
| 14   | Denis Menchov     | 109    |
| 20   | Óscar Freire      | 94     |
| 35   | Thomas Dekker     | 66     |
| 48   | Pieter Weening    | 44     |
| 49   | Michael Rasmussen | 44     |
| 57   | Erik Dekker       | 40     |
| 171  | Joost Posthuma    | 1      |
| 181  | Pedro Horrillo    | 1      |

### Équipe
L'équipe Rabobank a terminé à la 3e place avec 349 points.